# غلوريا بيل
غلوريا بيل (بالإنجليزية: Gloria Belle)‏ هي مغنية أمريكية، ولدت في 6 يونيو 1939.

## وصلات خارجية
- غلوريا بيل على موقع ميوزك برينز (الإنجليزية)
- غلوريا بيل على موقع ديسكوغز (الإنجليزية)